# Thénac, Dordogne
Thénac är en kommun i departementet Dordogne i regionen Nouvelle-Aquitaine i sydvästra Frankrike. Kommunen ligger i kantonen Sigoulès som tillhör arrondissementet Bergerac. År 2022 hade Thénac 443 invånare.

## Befolkningsutveckling
Antalet invånare i kommunen Thénac
Referens:INSEE